# 武田幸男
武田 幸男（たけだ ゆきお、1934年8月18日 - 2021年8月4日）は、日本の歴史学者。東京大学名誉教授。文学博士。東方学会評議員・東洋文庫研究員・朝鮮学会幹事・史学会会員。専門は朝鮮史、東アジア交渉史。山形県上山市出身。

## 略歴
- 上山高等学校卒
- 1959年 東京大学文学部東洋史学科卒
- 1961年 東京大学大学院人文科学研究科 修士課程修了（その後博士課程は単位取得退学）
- 1968年 北海道大学文学部助教授
- 1971年 東京大学文学部助教授
- 1975年～1998年　学習院大学非常勤講師
- 1981年 東京大学文学部教授
- 1992年 「高句麗史と東アジア -「広開土王碑」研究序説」で東大文学博士
- 1995年 定年退官、東京大学名誉教授
- 1995年 名古屋市立大学教授
- 2000年 岐阜聖徳学園大学経済情報学部教授
- 2006年 退職

## 研究
専攻は朝鮮史（おもに朝鮮古代、高句麗史、古代日朝関係史）。末松保和の研究を継承。広開土王碑の研究で知られ、数多くの拓本を収集。その分析から1970年代に李進熙らの提唱した広開土王碑についての仮説（好太王碑改竄説）や解釈がすべて成り立たないことを論証した学者である。また中国正史に見られる「倭の五王」遣使記事を検討し、当時の倭国の大王が中国王朝に対して「倭」という姓を名乗っていたことを指摘し、古田武彦らの九州王朝説を批判した。

## 著作

### 単著
- 『高句麗史と東アジア―「広開土王碑」研究序説』岩波書店、1989 ISBN 400000817X
- 『朝鮮の歴史と文化』放送大学教育振興会、1996 ISBN 4595570694
- 『朝鮮社会の史的展開と東アジア』山川出版社、1997 ISBN 4634672405
- 『広開土王碑との対話』白帝社＜白帝社アジア史選書＞、2007 ISBN 4891748834

### 共著・編纂
- 『広開土王碑原石拓本集成』東京大学出版会、1988 ISBN 4130260464
- 『朝鮮』（宮嶋博史・馬渕貞利と共著）朝日新聞社出版局＜地域からの世界史1＞、1993 ISBN 4-02-258496-3
- 『隋唐帝国と古代朝鮮』（礪波護と共著）中央公論新社＜世界の歴史6＞、1997 ISBN 4-12-403406-7、中公文庫新版、2008
- 『朝鮮史』（編著）山川出版社＜新版世界各国史2＞、2000 ISBN 4-634-41320-5
- 『日本と朝鮮―古代を考える』（編著）吉川弘文館、2005 ISBN 4642021930
- 『広開土王碑』（編著）天来書院＜知られざる名品シリーズ第二期-4＞、2007 ISBN 4887151969

## 訳注
- 『韓国古代国家発達史』（金哲埈著）学生社、1979 ISBN 4311304277
- 『韓国史新論』（李基白著、浜田耕策と共訳）学生社、1979 ISBN 4311304366
- 『新羅政治社会史研究』（李基白著、監訳）学生社、1982 ISBN 4311304439
- 『高麗史日本伝―朝鮮正史日本伝2（上）』岩波書店＜岩波文庫＞、2005 ISBN 4003348710
- 『高麗史日本伝―朝鮮正史日本伝2（下）』岩波書店＜岩波文庫＞、2005 ISBN 4003348729